# Hall of Fame (DIF)
Sportens Hall of Fame er en samling buster af nogle af de største danske idræts-personligheder gennem tiderne. Ekstra Bladet tog i 1992, med opbakning fra Danmarks Idrætsforbund og Team Danmark, initiativ til den danske udgave af "Sportens Hall of Fame". I begyndelsen var samlingen opstillet i Parken, men siden 2007 har busterne været udstillet i Idrættens Hus i Brøndbyvester.
For at blive optaget i Sportens Hall of Fame skal udøveren have opnået exceptionelle præstationer inden for sin idrætsgren. Herudover skal man have indstillet sin aktive karriere som idrætsudøver.
Hvert år udpeger bestyrelsen et nyt medlem af Sportens Hall of Fame, der bliver præsenteret i januar i Danmarks Radios årlige sportskavalkade. Bestyrelsen består af repræsentanter for de tre partnere bag Sportens Hall of Fame: Danmarks Idrætsforbund, Team Danmark og Ekstra Bladet, samt en repræsentant for medlemmerne.

## Medlemmer
Følgende sportspersonligheder er blevet valgt til Hall of Fame (pr. 2024):
| Medlem                         | Sportsgren                                    | Optaget |
| ------------------------------ | --------------------------------------------- | ------- |
| Pernille Blume                 | Svømning                                      | 2025    |
| Lasse Svan Hansen              | Håndbold                                      | 2024    |
| Caroline Wozniacki             | Tennis                                        | 2023    |
| Sara Slott Petersen            | Atletik                                       | 2022    |
| Mads Rasmussen og Rasmus Quist | Roning                                        | 2021    |
| Mikkel Kessler                 | Boksning                                      | 2020    |
| Lotte Friis                    | Svømning                                      | 2019    |
| Tom Kristensen                 | Motorsport                                    | 2018    |
| Eskild Ebbesen                 | Roning                                        | 2017    |
| Peter Gade                     | Badminton                                     | 2016    |
| Lars Christiansen              | Håndbold                                      | 2015    |
| Brian Laudrup                  | Fodbold                                       | 2014    |
| Camilla Martin                 | Badminton                                     | 2013    |
| Camilla Andersen               | Håndbold                                      | 2012    |
| Hans Nielsen                   | Speedway                                      | 2011    |
| Poul Erik Høyer                | Badminton                                     | 2010    |
| Jesper Bank                    | Sejlsport                                     | 2009    |
| Peter Schmeichel               | Fodbold                                       | 2008    |
| Wilson Kipketer                | Atletik                                       | 2008    |
| Anja Andersen                  | Håndbold                                      | 2007    |
| Michael Laudrup                | Fodbold                                       | 2007    |
| Tom Bogs                       | Boksning                                      | 2002    |
| Preben Elkjær                  | Fodbold                                       | 1999    |
| Morten Olsen                   | Fodbold                                       | 1998    |
| Morten Frost                   | Badminton                                     | 1997    |
| Erik Gundersen                 | Speedway                                      | 1996    |
| Allan Simonsen                 | Fodbold                                       | 1995    |
| Leif Mortensen                 | Cykling                                       | 1994    |
| Niels Fredborg                 | Cykling                                       | 1993    |
| Gunnar "Nu" Hansen             | Journalist                                    | 1993    |
| Paul Elvstrøm                  | Sejlsport                                     | 1992    |
| Erik Hansen                    | Kajak                                         | 1992    |
| Lis Hartel                     | Ridning                                       | 1992    |
| Ragnhild Hveger                | Svømning                                      | 1992    |
| Erland Kops                    | Badminton                                     | 1992    |
| Lene Køppen                    | Badminton                                     | 1992    |
| Knud Lundberg                  | Fodbold, markhåndbold, håndbold og basketball | 1992    |
| Kurt Nielsen                   | Tennis                                        | 1992    |
| Ole Olsen                      | Speedway                                      | 1992    |
| Ole Ritter                     | Cykling                                       | 1992    |

DIF har dog kun samlingen til låns, indtil der eventuelt bliver oprettet et sportsmuseum. Desuden forpligter DIF sig til årligt at betale for en ny buste.